# 2020年紐西蘭大選
2020年紐西蘭大選（英語：2020 New Zealand general election），即第53屆紐西蘭國會選舉於該年10月17日舉行。本屆選舉為紐西蘭自1996年採用混合議員比例代表制（聯立單一選區兩票制）以來的第八次選舉。此次大選與有關大麻和安樂死合法化的兩個公投一併進行。
結果工黨取得過半數議席，有權單獨執政，為現有選舉制度開始實施至今的首次。反之，國家黨和優先黨流失大量選票予工黨和行動黨而成為輸家。在公投方面，當地人否決了大麻合法化，但通過了安樂死合法化。

## 選舉制度
在是次選舉，根據紐西蘭混合成員比例制度（MMP），選民選出120名眾議員，其中有72名議員自單人選區選出，48名議員從政黨名單比例代表制中選出，而政黨需獲得5%的得票才能獲分配議席。自實施聯立選舉制度以來，工黨及國家黨均從未單獨獲得過半議席，皆需組成聯合政府或少數政府才能執政。

## 選前政局
前一屆紐西蘭國會為第52屆，於2017年9月23日當選。政府由工黨和紐西蘭第一聯合執掌，並由綠黨支持；國家黨雖是最大黨，卻無法籌組聯合政府而下野，其後更因在民調持續落後於工黨，而在三年間換了三次黨魁。

### 延期一個月
大選原定於同年9月19日舉行，但由於8月時當地再度發生新冠病毒羣聚感染。在副總理溫斯頓·彼特斯以及各在野黨要求下，總理傑辛達·阿德恩宣佈延期四週，但同時斷言「完全沒計劃再度延遲」。隨着總督帕齐·雷迪在9月6日解散第52屆議會，競選期正式展開。

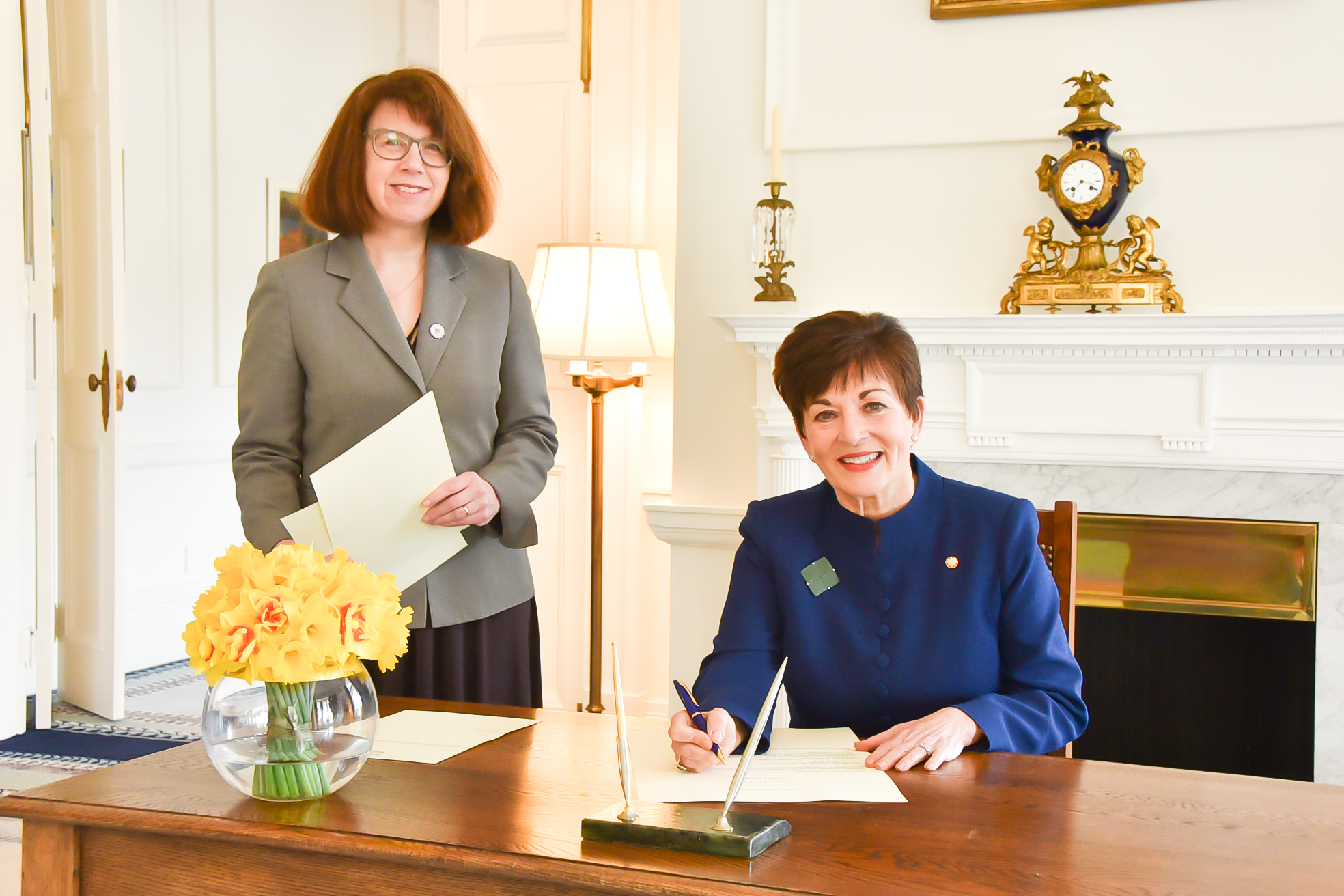
總督帕齐·雷迪女爵士（右）在選舉主任見證下，於9月13日簽署御令，確認於10月17日舉行大選。